# Basilia blainvillii
Basilia blainvillii är en tvåvingeart som först beskrevs av Leach 1817.  Basilia blainvillii ingår i släktet Basilia och familjen lusflugor. Inga underarter finns listade i Catalogue of Life.